# Matilde Bensaúde
Matilde Bensaude (Lisboa, 23 de Janeiro de 1890 – 22 de Novembro de 1969) foi uma fitopatologista portuguesa pioneira da investigação biológica.

## Biografia
Filha do Dr. Alfredo Bensaude (1856-1941), o fundador e primeiro director do Instituto Superior Técnico da Universidade Técnica de Lisboa, e de Jane Oulman Bensaude. Concluiu os estudos secundários na Suíça em 1909. Iniciou os estudos universitários em Lausanne, mas interrompeu-os para voltar a Portugal, só os retomando em 1913, quando se matriculou na Faculdade de Ciências da Universidade de Paris (Sorbonne). Estudou Ciências Naturais, licenciando-se em 1916.
Doutorou-se em 1918 com uma tese muito original sobre a sexualidade dos Basidiomicetos. Trabalhou para o seu doutoramento no Laboratório de Botânica da École Normale Supérieure, sob a direcção do Prof. Matruchot. A investigação de doutoramento resultou na tese intitulada Recherches sur le cycle évolutif et la sexualité chez les Basidiomycètes (Nemours, 1918). Aí apresentou, estabeleceu e demonstrou a descoberta da noção de heterotalismo nos autobasidiomicetos, a ideia mais importante para a explicação do mecanismo da sexualidade dos basidiomicetos. Este trabalho, que decorreu durante a Primeira Guerra Mundial, foi desenvolvido independentemente e em simultâneo pelo botânico alemão Hans Kniep (1881-1930), embora este só tenha publicado as suas conclusões sobre o heterotalismo dois anos depois de Bensaúde. No ano anterior, em 1917, fizera aparecer nos Compte rendus de l'Académie des Sciences de Paris (165, pp. 286-9), uma notícia Sur la sexualité chez les champignons basidiomicètes.
Em 1920, foi a única mulher entre os fundadores da Sociedade Portuguesa de Biologia. Passou a maior parte do período entre 1919 e 1923 nos Estados Unidos da América, para onde se foi especializar em Fitopatologia. Estes trabalhos foram interrompidos pela sua ida para os Açores, onde se estabeleceu de 1923 a 1926. Desde 1928, fez estudos em Wisconsin, nos Estados Unidos da América, com o Professor D. Keitel. De regresso ao seu país, em 1928, entrou como investigadora para o Instituto Rocha Cabral, em Lisboa, onde trabalhou e se dedicou, sobretudo, a indagações sobre fuscínias. Nos Açores montou um serviço de assistência fitopatológica aos cultivadores do ananás, e, depois, em 1931, desde a sua fundação, foi convidada para organizar e passou a dirigir a estrutura fitossanitária e a Inspecção dos Serviços Fitopatológicos, do Ministério da Agricultura, onde desenvolveu uma actividade muito intensa, devendo-se-lhe uma fervorosa e estrénua intervenção na defesa e fomento dalgumas das culturas portuguesas, e, especialmente, a da batata. Em 1940, com apenas 50 anos de idade, solicitou a rescisão do seu contrato no Ministério e retirou-se. Faleceu em 1969.
Além dos seus escritos já citados, mencionam-se: 
- Flagellates in plants, em "Phytopathology", Volume XV, N.º 5, Maio de 1925[3]
- Comparative studies of certain Cladiosporium diseases of stone fruits, em colaboração com o Prof. C. Keitel, publicado em "Phytopathology", Volume 18, N.º 4, de Abril de 1928[3]
- Desinfecção da semente do trigo pelo carbonato de cobre, no "Boletim da Estação Agrária Central", N.º 3, Série C, Julho de 1928[3]
- Notes on wheat diseases in Portugal, Coimbra, 1929[3]
- Note sur le Phytophthora, parasite des citrus au Portugal, extraída das "Comptes rendus des séances de la Société Portugaise de Biologie", Tomo III, p. 982, 1929[3]
- Doenças das plantas e meios e as combater, in "Cartilhas do Lavrador", N.º 6, 1929[3]
- L'Helminthosporium tetramera Mc.K. sur blé à Angola, extraído das "Comptes rendus des séances de la Société Portugaise de Biologie", Tomo 103, p. 1265, 1930[3]
- A verruga negra e o escaravelho americano, Folheto N.º 10 da "Campanha da Produção Agrícola", 1931[3]
- A degenerescência das batatas, Coimbra, 1931[3]
- A formiga argentina, métodos para a combater, em colaboração com Miguel Neves, 1932
- O aguado das laranjeiras e limoeiros, 1932[3]